# Deutsche Poolbillard-Meisterschaft 1997 (Herren)
Die Deutsche Poolbillard-Meisterschaft 1997 war die 23. Austragung zur Ermittlung der nationalen Meistertitel der Herren in der Billardvariante Poolbillard. Sie wurde in Schaafheim ausgetragen.
Es wurden die Deutschen Meister in den Disziplinen 14/1 endlos, 8-Ball, 9-Ball und 8-Ball-Pokal ermittelt.

## Modus
Die 32 Spieler, die sich über die Landesmeisterschaften der Billard-Landesverbände qualifiziert haben, spielten zunächst im Doppel-KO-System. Ab dem Viertelfinale wurde im KO-System gespielt.

## Medaillengewinner
| Disziplin    | Gold                  | Silber                 | Bronze                       | Bronze                      |
| ------------ | --------------------- | ---------------------- | ---------------------------- | --------------------------- |
| 14/1 endlos  | Thomas Engert         | Oliver Ortmann         | Ralf Souquet                 | Andreas Rau                 |
| 8-Ball       | Ralf Souquet          | Oliver Ortmann         | Dieter Johns                 | Thomas Damm                 |
| 9-Ball       | Oliver Ortmann        | Klaus Zobrekis         | Thomas Engert                | Alexander Dremsizis         |
| 8-Ball-Pokal | Thomas Engert (Düren) | Norbert Lang (Mosbach) | Thomas Rombach (Langenstein) | Herbert Kerler (Ingolstadt) |